# Лебяжье (Первомайский район)
Лебя́жье — село в Первомайском районе Алтайского края России. Входит в состав Северного сельсовета.

## География
Село находится на равнинной местности, воpле реки Кашкарагаиха, левого притока реки Чумыш.
Расстояние до
- районного центра Новоалтайск: 50 км.
- краевого центра Барнаул: 59 км.

Ближайшие населенные пункты
Таловка 8 км, Журавлиха 8 км, Северный 9 км, Пурысево 11 км, Акулово 12 км, Новоповалиха 12 км, Новоберёзовка 14 км, Первомайское 15 км, Новокраюшкино 15 км.
Климат
Климат континентальный. Продолжительность периода с устойчивым снежным покровом составляет 160—170 дней, абсолютный минимум температуры воздуха достигает −50 °C. Средняя температура января −10-15 °C, июля — +19 °C. Безморозный период длится 110—115 дней, абсолютный максимум температуры воздуха достигает +33-35 °C. Годовое количество атмосферных осадков — 400—600 мм

## Население
| 1997 | 1998 | 1999 | 2000 | 2001 | 2002 | 2003 |
| ---- | ---- | ---- | ---- | ---- | ---- | ---- |
| 280  | ↗281 | ↘270 | ↗278 | ↗280 | ↗282 | ↘271 |
| 2004 | 2005 | 2006 | 2007 | 2008 | 2009 | 2010 |
| ↘247 | ↘246 | ↗254 | ↗256 | ↗263 | ↗264 | ↘256 |
| 2011 | 2012 | 2013 |      |      |      |      |
| ↗257 | ↘245 | ↘236 |      |      |      |      |

## История
Датой основания села считается 1959 год. Появление посёлка Лебяжий относится к периоду укрупнения колхозов, когда производственные базы центральных усадеб того или иного совхоза становились селом или посёлком.

## Инфраструктура
В селе есть частные предприниматели, крестьянские фермерские хозяйства, магазин, ФАП. Почтовое отделение, обслуживающее жителей села Лебяжье, находится в посёлке Северный, есть цифровое телевидение и интернет.

## Транспорт
Село соединяет с районным и областным центром федеральная автомагистраль Р—256 Чуйский тракт (Новосибирск—Бийск—Ташанта) и сеть региональных автодорог. Обновлён участок дороги «Северное — Лебяжье».
Ближайшая железнодорожная станция Алтайская находится в районном центре Новоалтайск.